# Dálnice A3 (Itálie)
Dálnice A3 (italsky Autostrada A3) je jednou z dálnic v Itálii.
Spojuje Neapol a Reggio Calabria po západním pobřeží Apeninského poloostrova (v některých místech však zachází relativně hodně do vnitrozemí). Prochází regiony Basilicata, Kalábrií a Kampánií. Budována byla v několika etapách, ve směru od severu k jihu. První krátká etapa, z Neapole do Pompejí byla otevřena 29. června 1929, druhá mezi Pompejemi a Salernem pak 16. července 1961. Poslední byl úsek Salerno – Reggio Calabria, jenž se pro automobilisty zprovoznil k 13. červnu 1974. Dálnice tak dosáhla délky 442,9 km